# ژاک دوی دو پرون
ژاک دوی دو پرون (به فرانسوی: Jacques Davy Du Perron) شاعر و متخصص الهیات قرن شانزدهم میلادی اهل فرانسه است.